# Cicne (fill d'Ares)

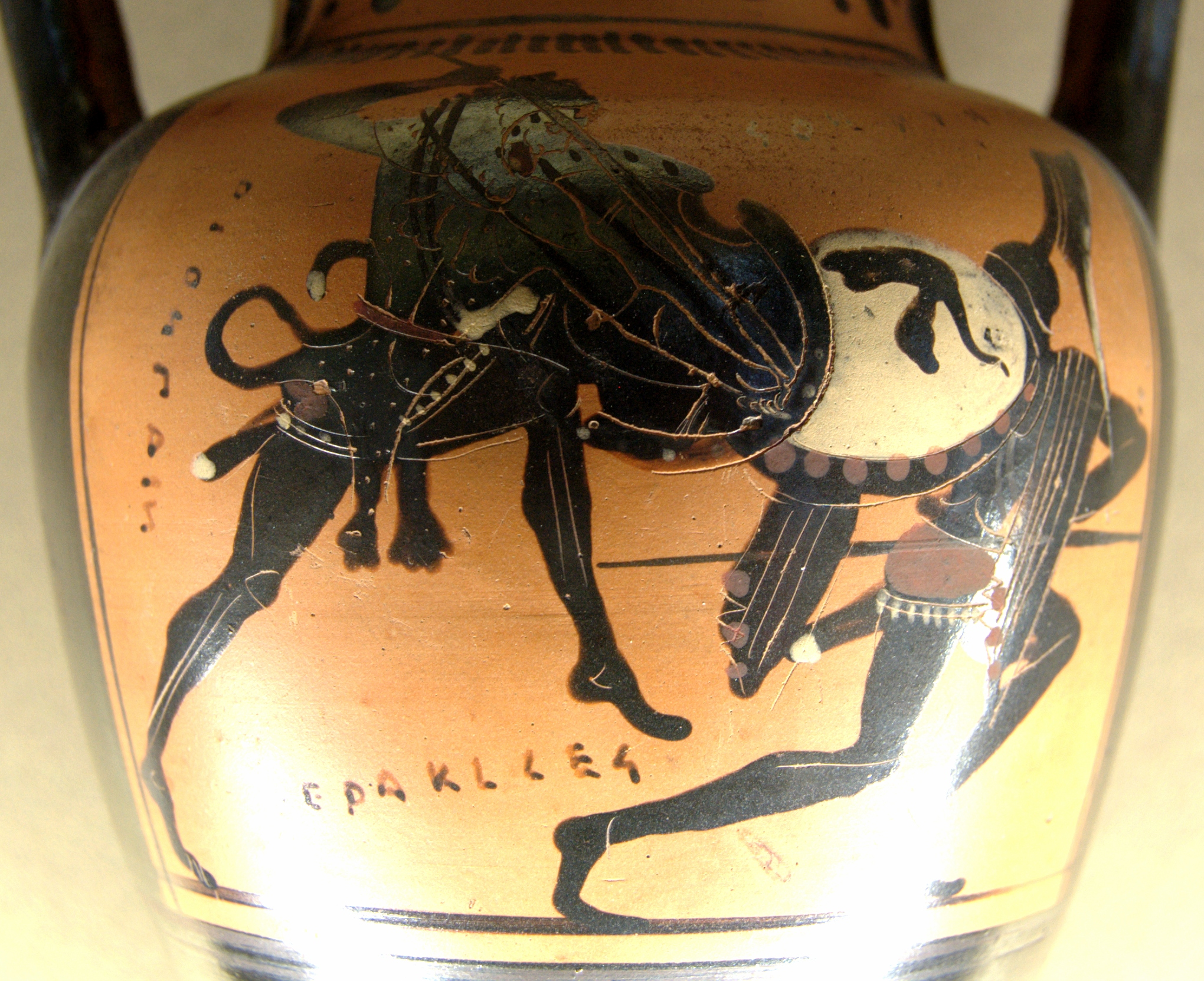
Cicne i Hèracles. Louvre F385

Segons la mitologia grega, Cicne (en grec antic: Κύκνος) va ser un bandit, fill d'Ares i de Pelopea, una filla de Pèlias, o també de Pirene.
És representat com un home violent i sanguinari, un lladre que assaltava i immolava els viatgers que anaven cap a Delfos, i amb les despulles oferia sacrificis al seu pare. Això va provocar la ira d'Apol·lo, que incità Hèracles a atacar Cicne. Cicne i Hèracles es van trobar en un combat singular. Cicne no va trigar gaire a caure. El seu pare, Ares, va aparèixer per venjar-lo però Atena va fer desviar la javelina del déu i Hèracles el va ferir a la cuixa. Ares va fugir cap a l'Olimp. Aquesta és la versió que dona Hesíode.
Aquesta lluita se situa normalment a Pàgases, a Tessàlia, però Apol·lodor la situa a Macedònia, a la vora del riu Equedor. Aquest autor fa de Cicne fill d'Ares i de Pirene. Com en l'altra versió, Cicne mor a mans d'Hèracles, però quan Ares vol intervenir, apareix Zeus que els separa amb un llamp.
Una altra versió referida per Estesícor i Píndar diu que durant un primer combat amb Cicne i Ares, Hèracles va haver de fugir. Més endavant, Hèracles va trobar sol a Cicne, lluità contra ell i el matà. En aquest segon duel no es menciona cap intervenció divina.